# Подорожный, Александр Александрович
Алекса́ндр Александрович Подоро́жный —  советский музыкант, поэт, художник, автор-исполнитель в группах «Особый Отдел», «Дядя Го» и «Тёплая трасса». Участвовал также во многих известных коллективах: Чёрный Лукич, Ведмедь, Посторонние, Театр Состояний, Прессинг, Платформа Столкновений и др.

## Биография
В 1983 году Подорожный приезжает в Барнаул.
В 1987 начинает выступать и сотрудничать с музыкальными коллективами.
В 1988 году работает в только что созданной группе Особый Отдел.
В 1990 выступает на фестивале «Рок-Азия» с группой «Особый Отдел» в качестве барабанщика и с группой «Дядя Го» на этом же фестивале.
В 1991 году выступает с сольным проектом «От Дел» в составе: Подорожный — вокал, гитара, Валерий Калинин — бас, Андрей Кайгородов — гитара, Игорь Чупин — ударные. C этого времени Подорожный начинает записывать сольные альбомы.
На фестивале Первая Всесоюзная Рок-Акустика в г. Череповце знакомится с музыкантами: Янкой, Лаэртским, Ником Рок-н-роллом..
Подорожный выступал в Новосибирске, Заринске, Курске, Воронеже, Харькове, Москве, других городах.
В проекте Время «Ненужных», посвящённом Александру Башлачёву, автор кавер-версии песни «Посошок».
В газете «Свободный курс» (Лариса Горбунова, Вадим Вязанцев Газета «Свободный курс» 11 июня 1998 г.) опубликована рецензия на альбом «ПРАЛАЛАЙЯ-Я».
.
Для газеты «Рок-н-Роллер» в 1999 году дал известное интервью «Свобода это радость»
Из статьи о Подорожном в газете «Молодёжь Алтая» 17.09.2000: «Александр Подорожный — довольно известная фигура не только на Алтае, но и по всей Сибири.»,
На альбом Подорожного «По цветы» рецензия в газете «Завтра»: «Подорожный — наверное, самая загадочная фигура среди плеяды так называемых „поющих поэтов“ — от Крижевского до Фомина.»
Из рецензии Сергея Гурьева на альбом «Шамбала Шамана» в журнале КонтрКультУра № 5, 2002: «Если бы сейчас такой альбом записал Егор Летов (Подорожный поет очень похоже), некоторые снобы, конечно, сказали бы: „Что-то, кажется, наш старик совсем с ума сошел“. Но в целом Игорь Федорович, безусловно, произвел бы сенсацию, и вокруг данной астрально-амбициозной работы столпилась бы целая бездна толкователей.»

## Работы
Автор книг: «Книга Стихов», «Дэцки SaN ПО \краткие озарения\» и «Книга Всех Песен — 1989—2009 гг.»

### Дискография
См. также дискографии проектов: Особый Отдел, Дядя Го, Тёплая Трасса и др.

#### Альбомы
- Не с$ы (1991)
- Состояния забвения (1992)
- Разоблачения (1992)
- Юмopezки (1993)
- Кара (1995)
- Сказание об истине (1995)
- Пралайя-я (1995)
- Апокалипсис-TV (1995)
- Пора. Акустика (1995)
- Ниже земли выше любви (1997)
- На$тоящее (1997-98)
- Ветер (1998)
- Шед-Евр (1998)
- Истории истории (1998)
- По цветы (1999:2000)
- A.D. Тел (2000)
- Религия-жизнь (2000)
- Шамбала шамана (2001)
- План-Таго (2001-02)
- Песни убитых времён (2002)
- Магмамора (2002)
- АБВГДэйка (2002)
- Ради о пустоты (2002)
- Хоспис (2002)
- По+Ра (1996:2002)
- Чудо-человечество (2002)
- Неуловимые Мстители против Всадников Апокалипсиса (2002)
- Кругозор для Дяди ГО (2002)
- Руководства ПО Эксплуатации (2003)
- Минуты Свободы Проявлениями Мира (2003)
- White Space (2003)
- Огненный ВолкХВ (2003—2004)
- Русские Боги (2004)
- Сказания (2006)
- Родина-Свобода (2007)
- АНТИПОП (2008)
- МУКА (2008)
- Чудо-ХОСПИС (2008)
- РАнтихрист 2012 (2010)

#### Переиздания
- Огненный ВолкХВ (2007)
- БелЫй КосМос (2007)
- Руководство по эксплуатации (2007)
- РУССКИЕ БОГИ (2007)
- A.D.Тел (2007)
- АБВГДЭЙКА+ (2008)
- Песни Убитых Времен + (2008)

### Видео
- Александр Подорожный — Слово за тобой
- Александр Подорожный — Чудо-человечество
- Александр Подорожный — Заалей